# Пеньки (Палехский район)
Пеньки́ — деревня в Палехском районе Ивановской области России. Административный центр Пеньковского сельского поселения. Расположена в 25 км к востоку от районного центра — посёлка Палех.

## Население
| 1859 | 1905 | 2010 |
| ---- | ---- | ---- |
| 110  | ↗153 | ↗431 |

## Экономика
Основу экономики деревни составляет сельскохозяйственный производственный кооператив (СПК) «Рассвет», который специализируется на производстве мясо-молочной продукции. Предприятие является одним из двух сохранившихся крупных сельхозпредприятий в Палехском районе и играет ключевую роль в жизни населённого пункта, предоставляя рабочие места и участвуя в софинансировании проектов по благоустройству. Руководителем СПК является Светлана Николаевна Гоматина, также депутат совета поселения.

## Инфраструктура и благоустройство
В 2019 году в рамках федеральной программы «Комплексное развитие сельских территорий» на месте бывшего пустыря была создана зона отдыха и спорта. Проект общей стоимостью 1,8 млн рублей был реализован при софинансировании из федерального и областного бюджетов, а также при 30%-ном участии средств СПК «Рассвет». В рамках проекта были обустроены дорожки с твёрдым покрытием, установлены детские аттракционы, спортивные снаряды и скамейки.
В 2024 году по федеральной программе «Культура» был проведён капитальный ремонт зрительного зала в местном Доме культуры. На выделенные 2,3 млн рублей были заменены полы, потолок, электропроводка, произведена отделка стен и приобретены материалы для оформления сцены.
Кроме того, в рамках федеральной программы «Здравоохранение» в деревне был построен новый фельдшерско-акушерский пункт (ФАП).

## Социальная сфера
В деревне функционируют средняя школа (построена в 1987 году), Дом культуры, три библиотеки, отделение почтовой связи и три магазина.
При школе действует дошкольная группа, ранее бывшая детским садом «Чебурашка». В 2024 году учреждение оказалось под угрозой закрытия из-за необходимости капитального ремонта крыши, стоимость которого оценивается в 5 млн рублей. Первоначально планировался перевод 12 воспитанников в школу села Паново, расположенного в 25 км. Однако после собрания с участием представителей районной администрации и с учётом мнения родителей было принято решение сохранить дошкольную группу в Пеньках. Ведётся подготовка документов для включения объекта в федеральную программу по ремонту школ.

## Транспорт
Одной из нерешённых проблем населённого пункта является неудовлетворительное состояние автомобильной дороги Пеньки — Окульцево. По данным на 2024 год, двухкилометровый участок дороги не подвергался капитальному ремонту в течение 20 лет.

## Народные промыслы
Исторически деревня Пеньки была известна производством изделий из берёсты.